# Triumph TR1
Der Triumph TR1 war ein 1952 auf der Earls Court Motor Show in London vorgestellter Prototyp des britischen Autoherstellers Triumph. Von dem zuerst 20TS genannten Roadster wurde nur ein Exemplar gebaut. Der angegebene Preis betrug £555. Er diente als Basis des Triumph TR2.
Der Prototyp wurde aus Komponenten anderer Fahrzeuge zusammengebaut. Der Motor stammte aus dem Standard Vanguard, die Federung aus dem Triumph Mayflower und das Chassis vom Flying Nine. Der Karosserieentwurf stammte vom Engländer Walter Belgrove.
Der Prototyp ging nie in Serienproduktion, wurde jedoch zum TR2 weiterentwickelt. Man nimmt heute an, dass das Fahrzeug nicht mehr existiert und Teile davon beim Bau der Prototypen des TR2 verwendet wurden. Andere Quellen gehen von mehreren Prototypen aus. Der Motor aus dem Standard Vanguard wurde mit neuen Laufbuchsen von 2088 cm³ auf 1991 cm³ verkleinert. Die Bohrung betrug 85 mm. Das Getriebe stammte aus dem Triumph 2000 Roadster. Bei der Hinterachse setzte man die Achse des Mayflower mit einer Übersetzung von 3,7:1 ein. Auf der Earls Court Motor Show wurde er als 20TS vorgestellt.
Probleme zeigten sich während des Fahrens durch das schlechte Handling. Auch die geringe Höchstgeschwindigkeit von 130 km/h enttäuschte die Interessenten. Der britische Test- und Rennfahrer Ken Richardson bezeichnete ihn als death trap (Todesfalle). Richardson übernahm später die Entwicklung des Nachfolgertyps TR2.